# Phytomyza heterophylli
Phytomyza heterophylli är en tvåvingeart som beskrevs av Bland 1997. Phytomyza heterophylli ingår i släktet Phytomyza och familjen minerarflugor. Inga underarter finns listade i Catalogue of Life.